# Luca Marchegiani
Luca Marchegiani (Ancona, 22 februari 1966) is een Italiaans voormalig voetballer die speelde als doelman.

## Clubcarrière
Hij speelde het grootste gedeelte van zijn voetbalcarrière voor Torino en SS Lazio. Bij zijn overgang van Torino naar SS Lazio in 1993 gold Marchegiani als de duurste doelman ter wereld. Hij beëindigde zijn loopbaan in 2005 bij Chievo Verona.

## Interlandcarrière
Marchegiani speelde negen interlands voor het Italiaans elftal en nam deel aan het wereldkampioenschap voetbal 1994 in de Verenigde Staten, waar hij drie wedstrijden speelde nadat eerste doelman Gianluca Pagliuca van het veld gestuurd was. Onder leiding van bondscoach Arrigo Sacchi maakte hij zijn debuut op 6 juni 1992 in de vriendschappelijke wedstrijd in en tegen de Verenigde Staten (1–1).

## Sky Italia
Marchegiani ging na zijn voetbalcarrière voor Sky Italia werken.

## Erelijst
Torino
- Serie B: 1990/91
- Coppa Italia: 1992/93
- Mitropacup: 1991

 Lazio
- Serie A: 1999/00
- Coppa Italia: 1997/98, 1999/00
- Supercoppa Italiana: 1998, 2000
- UEFA Cup Winners' Cup: 1998/99
- UEFA Super Cup: 1999

1 Pagliuca ·
2 Apolloni ·
3 Benarrivo ·
4 Costacurta ·
5 Maldini ·
6 Baresi  ·
7 Minotti ·
8 Mussi ·
9 Tassotti ·
10 R. Baggio ·
11 Albertini ·
12 Marchegiani ·
13 D. Baggio ·
14 Berti ·
15 Conte ·
16 Donadoni ·
17 Evani ·
18 Casiraghi ·
19 Massaro ·
20 Signori ·
21 Zola ·
22 Bucci ·
Coach: Sacchi